# Bergeline Domou
Bergeline Domou est une activiste, personnalité de la société civile, guide touristique, militante politique et auteure camerounaise.

## Biographie

### Parcours
Bergline Domou est une activiste investie dans la promotion des femmes au Cameroun. Interpellée et interrogée au SED en 2015, elle est engagée en politique dans le Cameroon People's Party (CPP) de Kah Walla. Elle cosigne avec cette dernière et d'autres femmes, une lettre interpellant le gouvernement dans le cadre de l'affaire Hervé Bopda.
(Co-) Auteure de plusieurs ouvrages,, elle est membre de la Société des Amis de Mongo Beti (SAMBE), qui étudie l'œuvre littéraire et honore la mémoire de l'écrivain,.  